# Canaralele de la Hârșova
Canaralele de la Hârșova (monument al naturii) este o arie protejată de interes național ce corespunde categoriei a III-a IUCN (rezervație naturală de geologic și geomorfologic), situată în județul Constanța, pe teritoriul administrativ al orașului Hârșova.

## Localizare
Aria naturală se află în partea centrală a Dobrogei, în extremitatea nord-vestică județului Constanța, pe teritoriul vestic al orașului Hârșova (în aval de port), pe malul drept al Dunării.

## Descriere
Stâncile care mărginesc localitatea în aval și amonte au fost ridicate la rangul de rezervație naturală și peisagistică printr-un Jurnal al Consiliului de Ministri încă din anul 1943, sub numele ,,Canaralele din portul Hârșova”, deoarece cariera de piatră de pe Dealul Cetății a ajuns aproape de zidurile fortificației, existând riscul distrugerii acestora. Toată legislația în domeniu a consacrat statutul de rezervație (vezi, Legea Nr.5 din 6 martie 2000, publicată în Monitorul Oficial al României, Nr. 152 din 12 aprilie 2000 (privind aprobarea Planului de amenajare a teritoriului național - Secțiunea a III-a - zone protejate și se întinde pe o suprafață de 5,4 ha).
Cele două dealuri care compun rezervația naturală și peisagistică, respectiv Dealul Cetătii (în amonte) și Dealul Belciug (în aval) reprezintă depozite jurasice de recif în care se întâlnesc urmele unor viețuitoare care au populat apele în Jurasicul superior (Kimmerridgian). Relieful este completat de alte înălțimi calcaroase din apropiere (Dealurile Celea Mare și Celea Mică spre Ghindărești) și Dealul Băroi, la vest de Hârșova. Întregul areal are o valoare geologică și paleontologică excepțională. La aceasta se adaugă peisajul deosebit și siturile arheologice care s-au dezvoltat aici. În limbajul vulgar se mai utilizează, din păcate, încă, denumirea celor două dealuri care formează rezervația ,,Canaralele din portul Hârșova” după aspectul etnic al celor care au locuit preponderent aici în prima parte a secolului XX: ,,canaraua țigănească,, pentru Dealul Belciug și ,,canaraua turcească,, pentru Dealul Cetății.